# Grupo de combate Balcánico
El grupo de combate Balcánico es un grupo de combate de la Unión Europea liderado por Grecia. Originalmente se llamó HELBROC (Un acrónimo de HELlas, Bulgaria, ROmania, Chipre), consiste en unidades militares de Grecia, Bulgaria, Rumania y Chipre. Durante su tercer y cuarto periodo de activación en la segunda mitad de 2011 y 2014, el grupo de combate Balcánico fue reforzado por Ucrania.

## Historia
El grupo de combate Balcánico ha estado operativo los siguientes semestres:
- 1 de julio – 31 de diciembre de 2007.
- 1 de enero – 30 de junio de 2009.
- 1 de julio – 31 de diciembre de 2011 (incluida Ucrania).
- 1 de julio – 31 de diciembre de 2014 (incluida Ucrania).
- 1 de enero - 30 de junio de 2016 (incluida Ucrania).
- Se espera que vuelva a servir en 2018 y 2020.

El 1 de julio de 2011, Ucrania fue parte del grupo de combate Balcánico por primera vez. Contribuyó a la fuerza con 10 oficiales, una compañía de vehículos blindados ucranianos con su correspondiente persona, y un avión de transporte Ilyushin Il-76. Incluso con la guerra en el Donbáss teniendo lugar desde abril de 2014, Ucrania tomo parte en el grupo de combate cuando este fue activado para la segunda mitad del 2014. La declaración de Riga del 22 de mayo de 2015 los participantes de la Cumbre de la Asociación Oriental apreciaron que Ucrania contribuyese a un grupo de combate de la UE en 2014 y su interés en continuar con tales contribuciones en el futuro 
El 8 de noviembre de 2016, Serbia, un candidato a la UE, firmó un acuerdo para ser parte del grupo de combate, aumentando el número de miembros a seis a partir de la próxima activación del grupo.

## Insignia
El emblema muestra una paloma blanca que lleva una rama de olivo al globo terráqueo en llamas, sobre un lienzo de la bandera de la UE. Las banderas de las naciones participantes se encuentran en la parte superior del emblema, en el mismo orden en que aparecen en las iniciales de HELBROC BG.
La rama de olivo y la paloma son los símbolos muy antiguos de la paz y en combinación con el globo ardiente reflejan la intervención urgente del HELBRROC BG, cuando sea necesario.

## Ejercicios
Los ejercicios oficiales en los que a¡ha participado el grupo de combate Balcánico son el EVROPI-I (CPX) y el EVROPI-II (LIVEX), ambos realizados en el segundo semestre de 2007.